# Móricz Zsigmond-emlékérem
A Móricz Zsigmond-emlékérem a nyíregyházi Móricz Zsigmond Kulturális Egyesület által 2009 óta adományozott díj. Évente egy személyt díjaznak, de rendkívüli esetben megosztott díj is adható.

## Története
A díjat a nyíregyházi Móricz Zsigmond Kulturális Egyesület alapította. 2009-től kerül átadásra évente olyan tudósnak vagy művésznek, aki az egyesület munkájában aktívan részt vesz. A díj odaítéléséről az egyesület vezetősége dönt.
Az emlékérem minden év október 15-e környékén kerül átadásra. Ezzel emlékezve arra, hogy Móricz Zsigmond Hét krajcár című novellája 1908-ban ezen a napon jelent meg a Nyugatban.

## Díjazottak
- 2009 – Kováts Dániel irodalomtörténész, nyelvművelő[2]
- 2010 – Móricz Imre mérnök, Móricz Zsigmond fogadott fia[2]
- 2011 – Hamar Péter irodalomtörténész, filmesztéta[2]
- 2012 – Cséve Anna irodalomtörténész[2]
- 2013 – Szilágyi Zsófia irodalomtörténész[2]
- 2014 – Hegyi Katalin muzeológus[2]
- 2015 – Fehér József muzeológus[2]
- 2016 – Jankovics József irodalomtörténész[2]
- 2017 – Margócsy István irodalomtörténész[2]
- 2018 – Végh Balázs Béla irodalomtörténész[2]
- 2019 – Kőszeghy Péter irodalomtörténész[3]